# Selección de korfbal de China Taipéi
La Selección de Korfbal de China Taipéi está regida por la Asociación de Korfbal de China Taipéi (CTKA), que representa a Taiwán en las competiciones internacionales de korfbal.

## Participaciones

### Campeonato Mundial de Korfbal de la IKF
| Año  | Sede        | Pos.              |
| ---- | ----------- | ----------------- |
| 1987 | Makkum      | 4°                |
| 1991 | Amberes     | Medalla de bronce |
| 1995 | Nueva Delhi | 5°                |
| 1999 | Adelaida    | 6°                |
| 2003 | Ámsterdam   | 4°                |
| 2007 | Brno        | 5°                |
| 2011 | Shaoxing    | Medalla de bronce |
| 2015 | Amberes     | Medalla de bronce |
| 2019 | Durban      | Medalla de bronce |

### Juegos Mundiales
| Año  | Sede      | Pos.              |
| ---- | --------- | ----------------- |
| 1989 | Karlsruhe | 4°                |
| 1993 | La Haya   | 4°                |
| 1997 | Lahti     | Medalla de bronce |
| 2001 | Akita     | Medalla de bronce |
| 2005 | Duisburgo | 5°                |
| 2009 | Kaohsiung | Medalla de bronce |
| 2013 | Cali      | Medalla de bronce |
| 2017 | Breslavia | Medalla de plata  |

### Campeonato de Asia-Oceanía
| Año  | Sede         | Pos.             |
| ---- | ------------ | ---------------- |
| 1990 | Yakarta      | Medalla de oro   |
| 1992 | Delhi        | Medalla de oro   |
| 1994 | Adelaida     | Medalla de oro   |
| 1998 | Durban       | Medalla de oro   |
| 2002 | Delhi        | Medalla de oro   |
| 2004 | Christchurch | Medalla de plata |
| 2006 | Hong Kong    | Medalla de oro   |
| 2010 | China        | Medalla de oro   |
| 2014 | Hong Kong    | Medalla de oro   |
| 2018 | Saitama      | Medalla de oro   |

### Campeonato de Korfbal de Asia
| Año  | Sede   | Pos.           |
| ---- | ------ | -------------- |
| 2004 | Taiwán | Medalla de oro |
| 2008 | Jaipur | Medalla de oro |

## Palmarés
| Competencia                   | Medalla de oro | Medalla de plata | Medalla de bronce | 4° |
| ----------------------------- | -------------- | ---------------- | ----------------- | -- |
| Campeonato Mundial            | 0              | 0                | 4                 | 2  |
| Juegos Mundiales              | 0              | 1                | 4                 | 2  |
| Campeonato de Asia-Oceanía    | 9              | 1                | 0                 | 0  |
| Campeonato de Korfbal de Asia | 2              | 0                | 0                 | 0  |

- Datos: Q4893240

1. ↑  «IKF World Ranking». International Korfball Federation (en inglés estadounidense). Consultado el 7 de marzo de 2021.
2. ↑  «International Korfball Federation | Pagina niet gevonden - International Korfball Federation». web.archive.org. 20 de septiembre de 2013. Archivado desde el original el 20 de septiembre de 2013. Consultado el 7 de marzo de 2021.
3. ↑  «International Korfball Federation | Pagina niet gevonden - International Korfball Federation». web.archive.org. 20 de septiembre de 2013. Archivado desde el original el 20 de septiembre de 2013. Consultado el 7 de marzo de 2021.
4. ↑  «Report on the 1 st Asia Korfball Championship». archive.is. 4 de agosto de 2012. Archivado desde el original el 4 de agosto de 2012. Consultado el 7 de marzo de 2021.
5. ↑  «Asian Championship: 1 Chinese Taipei | 2 India | 3 Hong Kong China». archive.is. 3 de agosto de 2012. Archivado desde el original el 3 de agosto de 2012. Consultado el 7 de marzo de 2021.
6. ↑  «Jaipur to host Asian Korfball Championship». The Economic Times. Consultado el 7 de marzo de 2021.